# Književnost u 1750.
◄◄ | ◄ | 1747. | 1748. | 1749. | 1750.  | 1751. | 1752. | 1753. | ► | ►►
Arhitektura • Astronomija • Biologija • Glazba • Kazalište • Kemija • Kiparstvo • Knjige • Književnost • Kršćanstvo • Medicina • Politika • Pravo • Promet • Slikarstvo • Znanost
Književnost u 1750.

## Hrvatska i u Hrvata

### Rođenja
- 12. kolovoza – Matija Petar Katančić, hrvatski pjesnik, estetičar, književni teoretičar, prevoditelj, leksikograf, arheolog, kartograf, povjesničar, geograf i numizmatičar († 1825.)

## Vanjske poveznice
|  | Zajednički poslužitelj ima još gradiva o temi Književnost u 1750. |